# ماتموس
ماتموس (انگلیسی: Mathmos) شرکت نورپردازی بریتانیایی است، که در سال ۱۹۶۳ تأسیس شد.